# Asterodiscididae
De Asterodiscididae zijn een familie van zeesterren uit de orde van de Valvatida.

## Geslachten
- Amphiaster Verrill, 1868
- Asterodiscides A. M. Clark, 1974
- Paulia Gray, 1840